# Placa del Pacífico

La placa del Pacífico es la que se ilustra con color amarillento, en el lado izquierdo del mapa.

La placa del Pacífico o placa Pacífica es una placa oceánica que cubre la mayor parte del océano Pacífico. Es la placa más extensa del planeta Tierra, la más activa del mundo y con una extensión de 103.320.000 km, con la que dentro de ella, cabrían los continentes de Asia, América, Oceanía y Europa, es decir cerca del 75% de la masa continental terrestre. Una de sus características principales son los puntos calientes subyacentes que originaron las islas Hawái y otros numerosos archipiélagos volcánicos.
Limita con las placas siguientes:
- Al norte, la norteamericana, con la cual comparte un borde convergente, que forma la fosa de las Aleutianas y las islas Aleutianas.
- Al sur, la antártica. Igualmente, donde colinda con ella forma un borde divergente.
- Al este, la del explorador, la Juan de Fuca y la de Gorda, en la parte septentrional; la norteamericana (a lo largo de la falla de San Andrés) y la de Cocos, en el centro; al sur, con la de Nazca. En todos estos casos se trata de bordes divergentes.
- Al oeste, la euroasiática, la filipina (en cuyo borde se forma la fosa de las Marianas) y la indoaustraliana, con la cual comparte un límite generalmente convergente, pero que en otras partes, por ejemplo a la altura de la falla alpina, es un borde transformante.